# Стефановићи
Стефановићи воде порекло од поречког кнеза и војводе Јовице Стефановића, чији синови су Стефан Стефановић Тенка, председник државног савета и Данило Стефановић, председник министарског савета (владе). 

## Порекло
Обор-кнез поречки (до 1804) и војвода (од 1811) Јован Стефановић родом је из Пореча, поречке кнежина.

## Војвода и кнез Јовица Стефановић
Војвода и кнез поречки Јовица Стефановић имао је два сина и једну кћерку Стефана, Данила и Милицу (Ленку).
- Данило Стефановић, председник министарског савета (савета) и министар унутрашњих послова.
- Стефан Стефановић Тенка, председник државног савета.
- Милица Стефановић, кћерка војводе Јована Стефановића била је удата за Јоксима Милосављевић, сердар подунавски. Њихови потомци презивају се Јоксић. Има потомства.

## Данило Стефановић
Данило Стефановић, син војводе Јовице Стефановића, председник министарског савета и министар унутрашњих послова био је ожењен кћерком из првог брака газда Николе Милићевића Луњевице (1776-1842) из Луњевице, велетрговаца, председника рудничког окружног суда, књаз Милошевог пријатеља и сарадника. Имао је сина Петра, студента Лицеја 1850.

## Стефан Стефановић Тенка
Стефан Стефановић Тенка, председник државног савета, организатор Тенкине завере против кнеза Александра Карађорђевића.
Стфан Стефановић Тенка имао је две кћерке.
- Јелена Ленка Стефановић (1827-1891) била је удата за арт. потпуковника Симу Нешића.
- Јулијана Јуца Стефановић била је удата за Косту Магазиновића, председника министарског савета (владе). Њихова деца су коњички потпоручник Михаило Магазиновић, Стана Л. Павловић и Софија Пејовић. Имали су још једну сестру удату у породицу Јанићија Ђурића. Њени синови су Тома, Павле и Јанићије Ђурић.

и Ђ. Стефановић (СН. 1866, 50)

## Поречка нахија
Поречка нахија имала је седиште у Поречу на острву Пореч, стратешки важном утврђењу и месту, које је 1830. због честих поплава пресељено на десну обалу Дунава и названо Милановац по престолонаследнику Милану Обреновићу. Касније је, после оснивања Горњег Милановца Милановац на Дунаву назван Доњи Милановац. Због изградње ХЕ „Ђердап“ Доњи Милановац је премештен.

## Сродство
Стефановићи су у сродству са Луњевицама, Ђурићима, Јоксићима и др.

## Куће и имања
Стефан Стефановић Тенка је имао кућу у Господској улици (Бранкова) уздавана под кирију 1866.